# Dušejov
Dušejov település Csehországban, a Jihlavai járásban. Dušejov Opatov, Hubenov, Boršov, Ježená, Milíčov, Zbilidy és Jankov településekkel határos. Lakosainak száma 489 fő (2024. január 1.).

## Népesség
A település lakosságának változását az alábbi diagram mutatja:
| Lakosok száma | 366  | 398  | 408  | 350  | 341  | 438  | 461  | 477  | 475  | 489  |
|               | 1869 | 1890 | 1921 | 1950 | 1980 | 2001 | 2017 | 2019 | 2022 | 2024 |